# Jacques Basnage de Beauval
Pour les articles homonymes, voir Basnage et Beauval.
Jacques Basnage, né le 8 août 1653 à Rouen et mort le 22 décembre 1723 à La Haye, est un pasteur réformé, auteur, théologien, historien et diplomate français.

## Biographie
De famille protestante, Jacques Basnage est le fils de l’avocat Henri Basnage de Franquesnay et le frère de l’avocat et journaliste Henri Basnage de Beauval.
Jacques Basnage étudie les lettres classiques et les auteurs latins et grecs à l'académie de Saumur, et la théologie à l'Académie de Genève (où il se lia d'amitié avec Pierre Bayle, et à l'Académie de Sedan. Il fut pasteur de l’Église réformée de Rouen en 1676. À la suite de la révocation de l'Édit de Nantes, il émigre aux Pays-Bas en 1685 et devient pasteur à Rotterdam, puis à La Haye en 1709.
Il est l’auteur de diverses œuvres sur la Réforme, l’histoire et la religion des Juifs et les États généraux des Provinces-Unies. Dans l’Histoire de la religion des Églises réformées (1690), il entreprend de faire remonter la foi protestante jusqu’aux temps apostoliques afin de défendre l’idée de sa perpétuité. Son Histoire des Juifs est une somme d’érudition ayant fait l'objet de nombreuses traductions. Ses Annales des Provinces-Unies retracent l'histoire de la république des Pays-Bas depuis la paix de Munster, jusqu’au traité de Nimègue.
D’un caractère conciliant et tolérant, Basnage fut également un bon diplomate dont Voltaire a dit qu’« il était plus propre à être ministre d’État que d’une paroisse ». Un archevêque alla même jusqu’à le consulter sur le parti qu’il devait prendre dans l’affaire de la bulle Unigenitus. En 1717, il fut chargé par les Provinces-Unies de conclure la Triple-Alliance. À la Régence, Philippe d’Orléans lui fit restituer ses biens en France.
Il est élu membre de la Royal Society le 30 novembre 1697. Il a également écrit en latin et en néerlandais.

## Publications
- Examen des méthodes proposées par Mrs de l'assemblée du clergé de France, en l'année 1682, a Cologne: chez Pierre Marteau, 1684
- Histoire du Vieux et du Nouveau Testament; Représentée en Tailles douces; Dessignées & faites par Mr. Romein de Hoogue, Amsterdam, Jacques Lindenberg, 1704. Première édition française. Elle a paru un an après l’originale néerlandaise, chez le même éditeur. Le texte d’Henricus Vos a été remplacé par un commentaire de Jacques Basnage.
- Le grand tableau de l’Univers, ou l’Histoire des evenemens de l’Église, depuis la creation du monde jusqu’à l’Apocalypse de S. Jean. Représentée par des tailles douces. Expliqués par des remarques historiques, theologiques & morales. Avec les annales de l’Église & du monde…et un abregé de la géographie sacrée. Amsterdam, aux depens de Jaques Lindenberg, 1714.
- L'Histoire et la Religion des Juifs, depuis Jesus-Christ jusqu'à présent. Pour servir de Supplément et de Continuation à l’Histoire de Joseph, À Rotterdam, Chez Reinier Leers, 1707
- Sermons sur divers sujets de morale, de theologie, et de l’histoire sainte, Rotterdam, Reinier Leers, 1709.
- Un examen critique des erreurs et de la conduite de Clément XI, Amsterdam, [S.n.], 1719. Réimpression du texte paru la même année sous le titre : L’État de l’Église gallicane sous le règne de Louis XIV, et sous la minorité de Louis XV
- Dissertation Historique sur les duels et les ordres de chevalerie. 1720. Christ. 1740. Nouvelle édition augmentée d’un discours préliminaire où l’on entreprend de montrer que le duel, fondé sur les maximes du point d’honneur, est une vengeance barbare, injuste et flétrissante par Pierre Roques.
- Nouveaux sermons avec des prières, La Haye, Charles le Vier, 1720]. Pour les différents états de la vie, de la pénitence et de la mort : la brièveté de la vie et le cœur de la sagesse, l’égarement de l’enfant prodigue, le retour de Dieu, l’apologie de la miséricorde, la sévérité de Dieu, la vie cachée.
- ’T Groot Waerelds Tafereel, verbeeldende in Konst-Prenten de Heilige en Waereldsche Geschiedenissen, zedert den Aanvang des Waerelds tot het uiteinde van de Openbaring van Johannes [….] Amsterdam, J. Lindenbergh, 1721. La première édition de cette œuvre est de 1704, toujours imprimé à Amsterdam.
- La Communion sainte, Rotterdam, Abraham Acher, 1709
- L'unité, la visibilité, l'autorité de l'eglise et la verite renversées, par la constitution de Clement XI. Amsterdam, 1715
- Histoire de la religion des Églises Réformées, depuis Jésus-Christ, jusqu’à présent. Dans laquelle on voit la perpétuité de la Foi, la succession de l’Église, l’Établissement de la Réforme. Avec une histoire de l’origine et du progrès des erreurs de l’Église Romaine. Rotterdam & La Haye, Abraham Acher & Pierre Husson, 1725.
- Traité de la conscience
- Antiquités judaïques, ou remarques critiques sur la République des Hébreux, Amsterdam, Châtelain, 1713.
- Annales des Provinces-Unies Contenant les Choses les plus Remarquables Arrivees en Europe, et dans les Autres Parties du Monde depuis les Negociations pour la Paix de Munster, jusqu’à la Paix de Nimègue, La Haye, Charles Le Vier, 1726.